# Gaj (pravnik)
Gaj (lat. Gaius) je poznati rimski pravnik iz 2. stoljeća, pisac prvog udžbenika rimskog prava i član takozvanog vijeća mrtvih (lat. iuris auctores) pored Papinijana, Paula, Modestina i Ulpijana.
O njegovom životu malo se zna (ne zna mu se čak ni puno ime niti podrijetlo). Autor je djela Institucije (lat. Institutiones) zahvaljujući kojem se danas najviše i najpotpunije uči kako je izgledalo rimsko pravo.
Vjerojatno je bio profesor prava, ali nije imao ius publice respondendi (pravo na javno davanje pravnih savjeta u ime cara).
Prvi je uveo tzv. načelo triparticije (personae-res-actiones) koje i do danas predstavlja osnovu izlaganja materije u građanskim zakonicima i udžbenicima.
On je to izrazio rečenicom: „Svo pravo kojim se služimo odnosi se ili na osobe ili na stvari ili na tužbe“. 
Još jedno njegovo značajno djelo zove se Pravo svakodnevnog života (Res cottidianae).
Djela Gajevih Institucija sadržani su kasnije u zborniku barbarskog prava poznatom po imenu Alarikov brevijar, a prva tri komentara Institucija prepričana su u takozvanim Gajevim epitomama (Epitome Gai).